# Оттенбах (Вюртемберг)
Оттенбах (нем. Ottenbach) — община в Германии, в земле Баден-Вюртемберг.
Подчиняется административному округу Штутгарт. Входит в состав района Гёппинген. Население составляет 2443 человека (на 31 декабря 2010 года). Занимает площадь 11,90 км².